# St Yeghiche Armenian Church

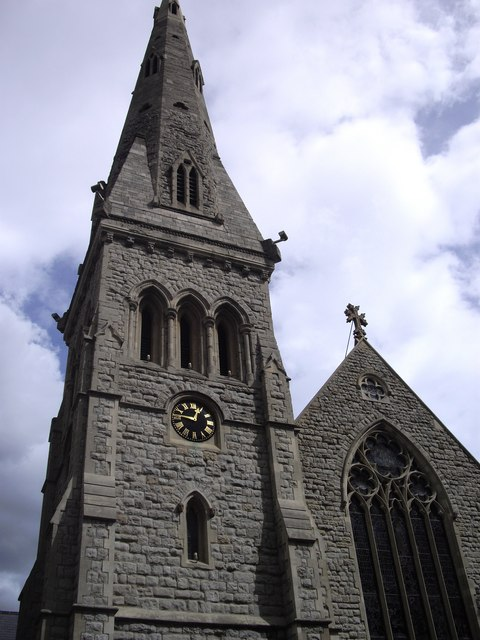
St Yeghiche, Kensington, Foto von Paul Farmer.

St Yeghiche Armenian Church (armenisch Սուրբ Եղիշե եկեղեցի, Umschrift: Surb Jeghische jekeghezi) ist die größte Kirche der Armenischen Apostolischen Kirche in Großbritannien. Sie steht in Cranley Gardens (Muswell Hill), Kensington, London. Die Kirche wurde ursprünglich 1867 von einem privaten Bauunternehmer, C.J. Freake, erbaut als St. Peter’s Anglican Church und wurde zur anglikanischen Pfarrkirche von Kensington (St Peter’s).
Durch ein Order in Council vom Dezember 1972 wurde Saint Peter’s für überflüssig erklärt, mit dem Ziel, das Gebäude an die Armenische Orthodoxe Kirche vermieten zu können. Die Nutzung für anglikanische Gottesdienste endete im Januar 1973.
Das Gebäude wurde von einem Wohltäter 1998 aufgekauft und restauriert, wobei zusätzliche Einrichtungen gemacht wurden, um sie an die Anforderungen der Armenischen Liturgie anzupassen. Die Kirche ist dem armenischen Heiligen Jeghische (Եղիշե, wiss. Umschrift: Ełiše 5. Jh.) geweiht.
In Kensington gibt es eine weitere armenische Kirche, die jedoch nach traditionellem armenischen Baustil errichtet wurde: St Sarkis.
Die Kirche verfügt über eine vier-manualige Orgel.